# Сиромахкиня
„Сиромахкиня“ е първата българска опера, написана е от композитора Емануил Манолов през 1899 г.
Емануил Манолов я пише за нуждите на Казанлъшкия оперен театър през 1899 г., но остава недовършена. Операта е изградена в интонациите на градския романс и италианската класическа музика. За времето си има модерна драматургия, а в основата на сюжета е баладата „Сиромахкиня“ от Иван Вазов. Замислена е от композитора да бъде в четири действия, но успява да напише само две, поради смъртта си.
За първи път операта е представена на 29 декември 1900 г. в „Ученолюбивото дружество“ в Казанлък, следващите поставяния на сцена се състоят през 1922 г. по повод 20-годишнината от смъртта на Емануил Манолов, и през 2011 г. в Казанлък, а запис от 45-минутния оперен спектакъл е предаден на всички български училища.